# Arsenikbrons

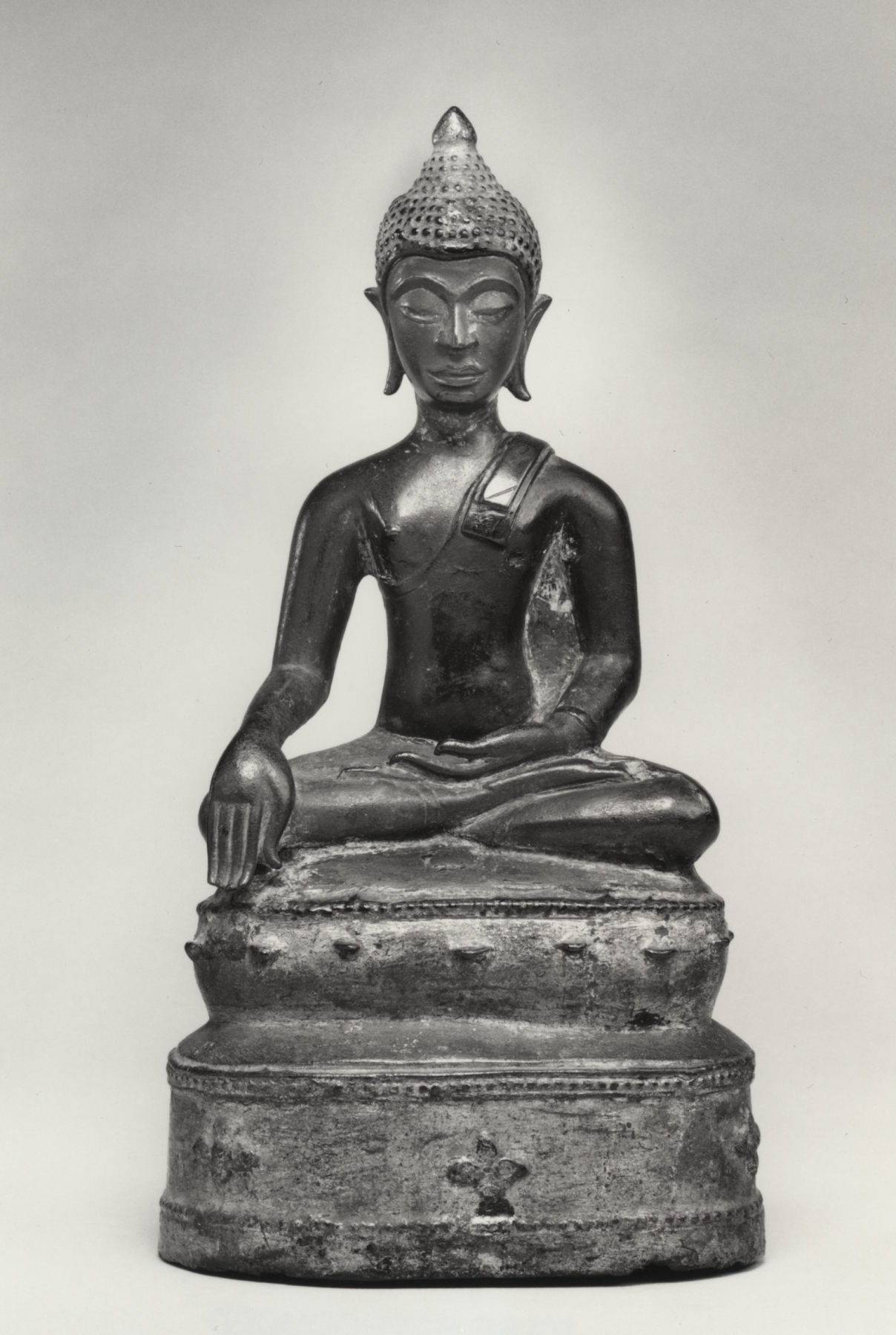
Buddah av arsenikbrons.

Arsenikbrons är en legering av koppar med en liten tillsats av arsenik (upp till ca 2 %). Utmärkande egenskaper är stor hårdhet och seghet. Den förekommer sparsamt i naturlig form, och utnyttjades på bronsåldern för tillverkning av diverse verktyg, främst yxor.
Det sägs att en del smeder, som arbetade med detta material blev sjuka av den giftiga arseniken, ett tidigt exempel på yrkesskada.